# Paradigalla carunculata
La paradigalla maggiore o paradigalla codalunga (Paradigalla carunculata Lesson, 1835) è un uccello passeriforme della famiglia Paradisaeidae.

## Descrizione

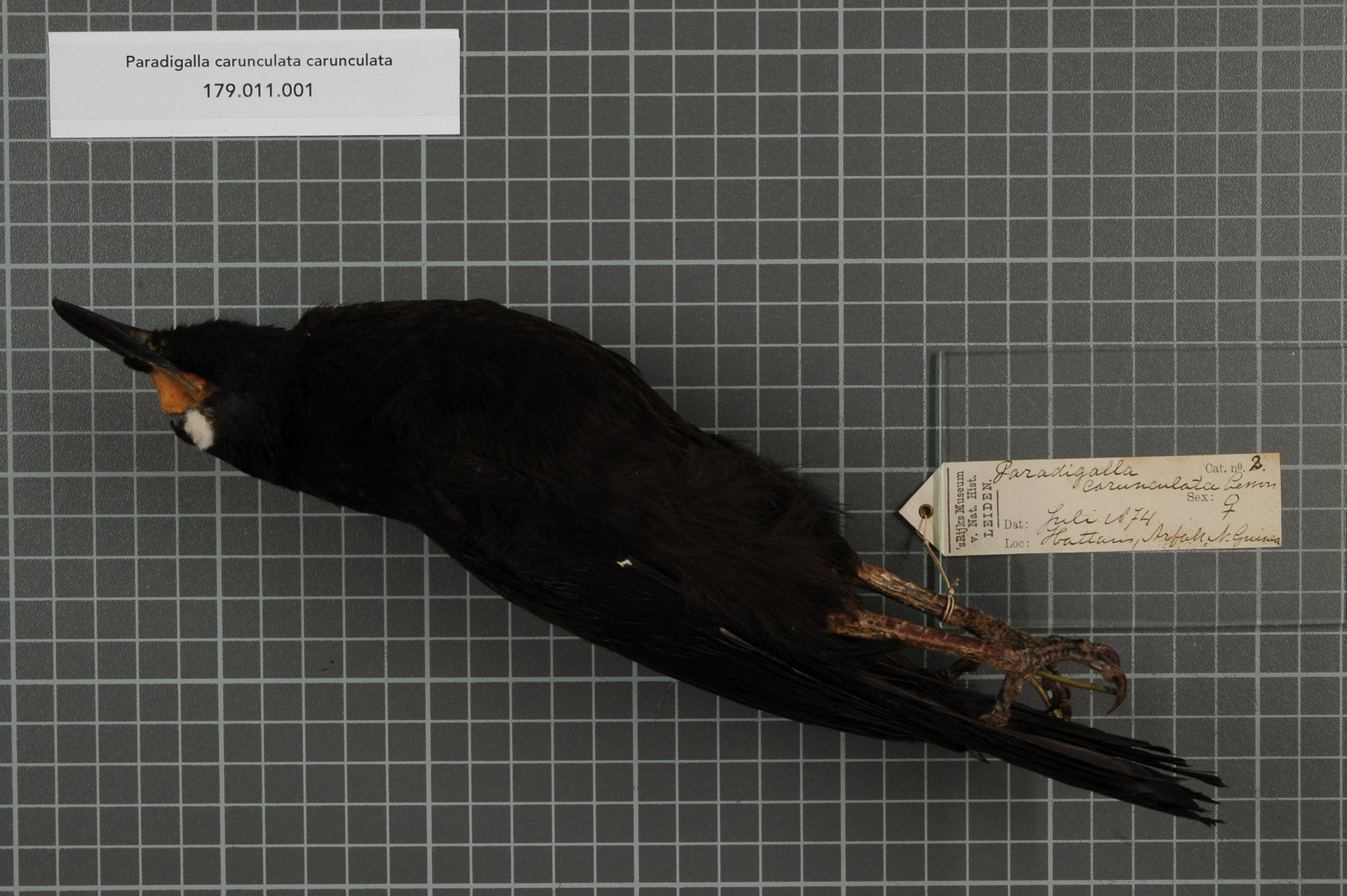
Esemplare impagliato.

### Dimensioni
Misura fino a 37 cm di lunghezza, per 170 g di peso: a parità d'età, i maschi sono leggermente più grandi rispetto alle femmine.

### Aspetto
Nel complesso, la paradigalla maggiore può ricordare un grosso storno o il maschio dell'huia, per la colorazione scura, il lungo becco conico leggermente ricurvo e le zone di pelle nuda colorata alla base del becco.

Il piumaggio è nero su tutto il corpo, più tendente al bruno su basso ventre e cosce, con decise sfumature bluastre sul vertice e sulle ali, mentre la groppa e la lunga coda cuneiforme presentano riflessi violacei: alla base del becco sono presenti delle caruncole lobose che raggiungono quasi gli occhi, di colore giallo chiaro superiormente, rosso scuro inferiormente e bluastro alla base del becco, che invece è di colore nero, così come nere sono le zampe, mentre gli occhi sono bruno-rossicci. A differenza della maggior parte delle altre specie di uccelli del paradiso, il dicromatismo sessuale è assente.

## Biologia

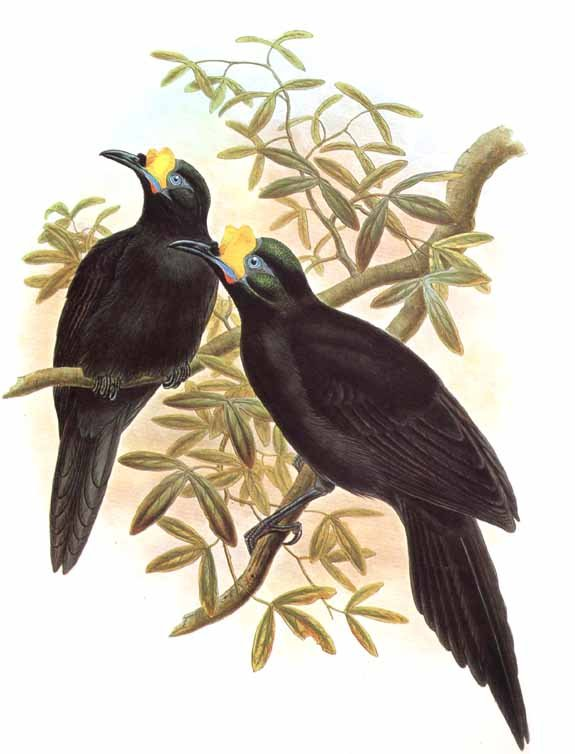
Illustrazione di una coppia.

Si tratta di uccelli molto schivi, che vivono da soli o in piccoli gruppi nella media volta arborea, pronti a rifugiarsi nel folto della vegetazione al minimo segnale di pericolo.

### Alimentazione

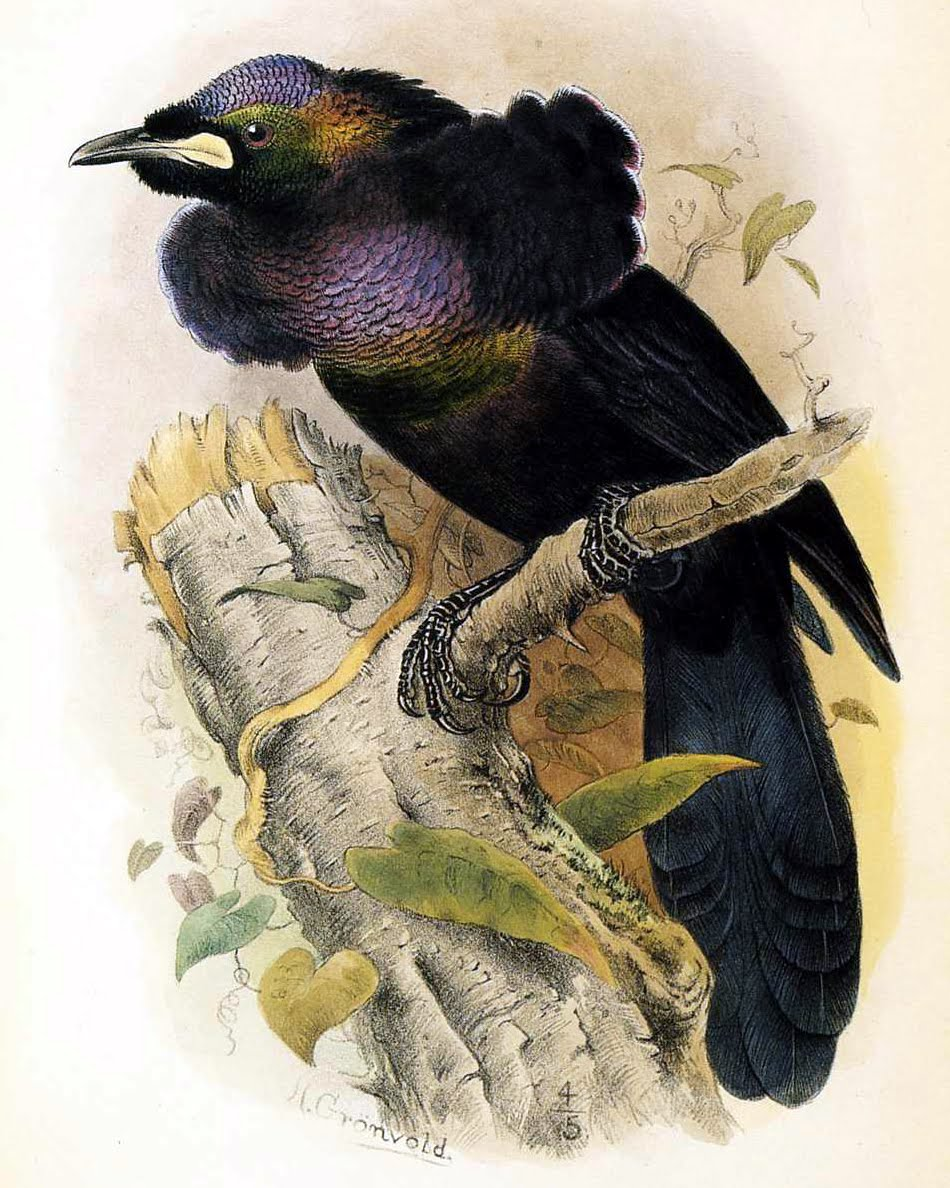
Ibrido fra paradigalla maggiore e paradisea superba, inizialmente classificato come specie a sé stante col nome di Loborhamphus nobilis.

Come gli altri uccelli del paradiso, la paradigalla maggiore è sicuramente un uccello che si nutre sia di frutta che di piccoli invertebrati: tuttavia, si conosce ancora poco riguardo alle abitudini alimentari di questi animali, sicché è ancora ignoto in quale misura questa specie sia frugivora e in quale insettivora.

### Riproduzione
A lungo ritenute monogame come osservabile in altri uccelli del paradiso più basali (come le manucodie e il corvo del paradiso), in realtà ultimamente ha preso piede l'idea che le paradigalle maggiori mostrino poliginia.
Sono stati osservati nidi dalla forma a coppa con presenza all'interno di una o due uova e di femmine covanti. Tuttavia non è ancora stata osservata la riproduzione per questa specie: si ritiene tuttavia che essa non differisca significativamente, per modalità e tempistiche, da quella delle altre specie della stessa famiglia.
Il fatto che si conoscano ibridi di paradigalla maggiore con almeno altre tre specie di uccello del paradiso (Lophorina superba, Epimachus fastuosus e Parotia sefilata) lascia supporre che anche in questi uccelli sia presente un rituale di corteggiamento elaborato, che tuttavia rimane ignoto.

## Distribuzione e habitat
La paradigalla maggiore è endemica dell'Irian Jaya, dove abita i monti Arfak, nella porzione costiera orientale della penisola di Doberai: pare che la specie sia stata osservata anche nell'entroterra di Fakfak, sulla penisola di Bomberai.
L'habitat di questi uccelli è rappresentato dalla foresta pluviale montana e dalla foresta nebulosa.

## Tassonomia
Assieme alla congenere e affine paradigalla minore (a lungo classificata come sottospecie di paradigalla maggiore col nome di Paradigalla carunculata brevicauda) la paradigalla maggiore è stata a lungo ascritta al genere Astrapia, col nome di A. carunculata. Attualmente, si ritiene più corretto ascrivere le due paradigalle a un proprio genere, Paradigalla per l'appunto, vicino ad Astrapia ma anche alle paradisee dal becco a falce del genere Epimachus.
La specie è generalmente considerata monotipica: tuttavia, alcuni autori riconoscerebbero una sottospecie intermedia a partire da una popolazione di paradigalla minore diffusa nei monti Sudirman.